# 鄰家小蘿莉
《鄰家小蘿莉》（日语：となりのランドセルw），是日本女性漫畫家宮下未紀的日本漫畫作品，2010年起在集英社的《Jump SQ.19》少年漫畫雜誌連載，至2014年9月號連載結束。正體中文版由青文出版社發行。

## 劇情概要
主人公山田一郎暗戀同年級的藤崎栞。某日，隔壁搬來了一對姓佐倉的母女，該女孩子突然跑到山田一郎的家中，結果被剛好路過的藤崎栞看到，以為山田一郎是個蘿莉控……。

## 登場人物
山田一郎
平凡不起眼的高中生。暗戀同年級的藤崎栞。他想向藤崎栞告白，卻屢次因各種意外而未能告白，且被藤崎栞誤解。
藤崎栞
山田一郎的同年級女同學。經常誤會山田一郎。擅於運動，卻有近視眼。實際上在小學時代跟山田一郎度過一段很快樂的時光，只是兩個人都忘記了。
佐倉萌繪
搬到山田家隔壁的女孩子，年齡11歲，唸小學五年級，但已擁有巨乳，髮型是雙馬尾。雖有提早發育的身體，但內心仍天真無邪。
佐倉繪里
搬到山田家隔壁的母親，在15歲時就生下萌繪。在車站前的俱樂部工作，內心與女兒一樣天真無邪。
星川綺羅羅
佐倉萌繪的好友及同班同學，身體尚未發育，但內心已像大人一樣。很喜歡萌繪的巨乳。
音無霞
佐倉萌繪的好友及同年級同學，性知識大多從H本看來的，有時會突然陷入妄想狀態。

## 單行本
- 1. 2011年9月7日第1刷發行（9月2日發售[集 1]）、 ISBN 978-4-08-870333-6
  2. 2012年10月9日第1刷發行（10月4日發售[集 2]）、 ISBN 978-4-08-870491-3
  3. 2014年2月9日第1刷發行（2月4日發售）、 ISBN 978-4-08-880012-7
  4. 2014年10月8日第1刷發行（10月3日發售）、 ISBN 978-4-08-880201-5

## 外部連結
- ジャンプスクエア内公式ページ （页面存档备份，存于）（日語）